# Martin (Luizjana)
Martin – wieś w Stanach Zjednoczonych, w stanie Luizjana, w parafii Red River.